# Leptostylus bruesi
Leptostylus bruesi är en skalbaggsart som beskrevs av Fisher 1942. Leptostylus bruesi ingår i släktet Leptostylus och familjen långhorningar. Inga underarter finns listade i Catalogue of Life.